# Zhang Zhehui
Zhang Zhehui (17 de gener de 1988) és una esportista xinesa que competeix en judo, guanyadora d'una medalla als Jocs Asiàtics de 2014, i quatre medalles al Campionat Asiàtic de Judo entre els anys 2012 i 2016.

## Palmarès internacional
| Jocs Asiàtics     | Jocs Asiàtics            | Jocs Asiàtics | Jocs Asiàtics |
| Any               | Lloc                     | Medalla       | Categoria     |
| ----------------- | ------------------------ | ------------- | ------------- |
| 2014              | Incheon ( Corea del Sud) | 3             | –78 kg        |
| Campionat Asiàtic |                          |               |               |
| Any               | Lloc                     | Medalla       | Categoria     |
| 2012              | Taskent ( Uzbekistan)    | 2             | –78 kg        |
| 2013              | Bangkok ( Tailàndia)     | 3             | –78 kg        |
| 2015              | Kuwait ( Kuwait)         | 3             | –78 kg        |
| 2016              | Taskent ( Uzbekistan)    | 1             | –78 kg        |